# 橘園鎮

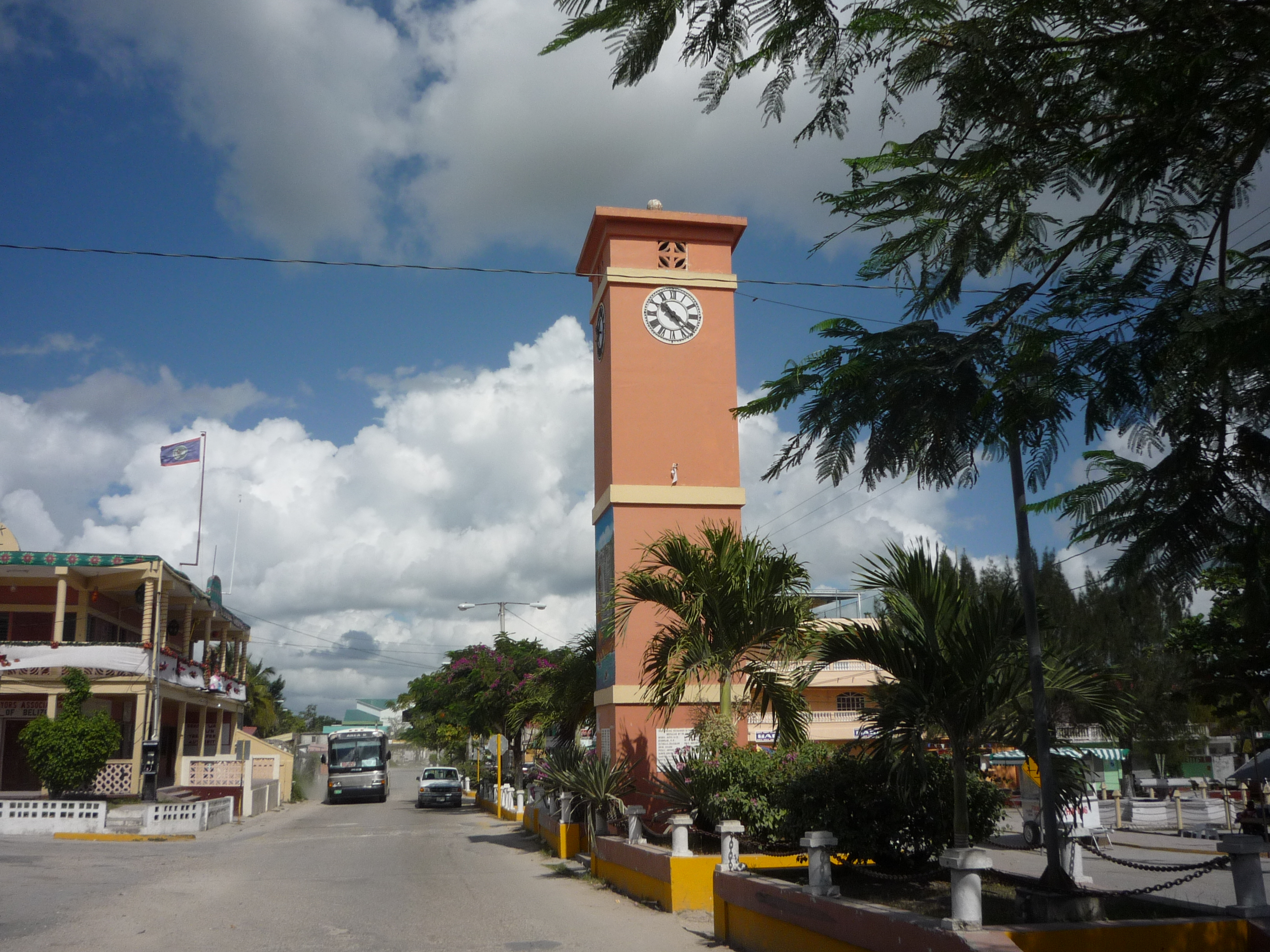

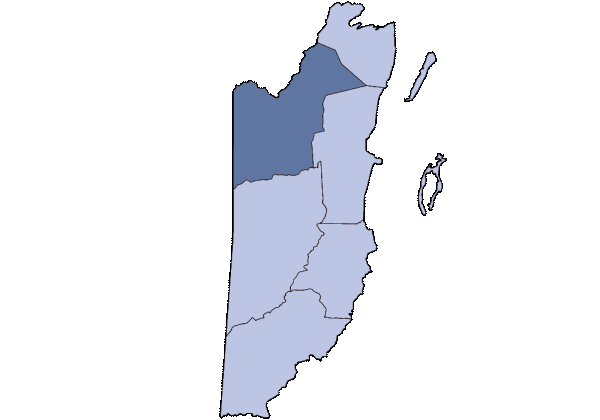

橘園鎮（英語：Orange Walk Town）是伯利茲的城鎮，也是橘園區的首府，位於該國北部，距離伯利茲市106公里，處於海拔水平面，主要經濟活動是種植甘蔗、製糖業和旅遊業，2012年人口13,368。

## 城市名稱
英語名稱為，意為「橘子走路鎮」。
華語名稱方面，台灣譯名為「橘道市」；香港譯名為「橘園鎮」；大陸譯名為「奧蘭治沃克」。

## 外部連結
- Orange Walk, Belize （页面存档备份，存于）
- http://www.orangewalk.net/ （页面存档备份，存于）

18°04′30″N 88°33′30″W / 18.07500°N 88.55833°W